# Kanon (fiktion)
Kanon, då termen används om berättande verk, omfattar de verk som utspelar sig inom ett fiktivt universum, och som av upphovsmannen själv eller fansen fått särskild status: de räknas som den "riktiga" historien i det fiktiva universumet. Ett verk som tillhör kanon är kanoniskt. Begreppet kanon kommer från den kristna kyrkan.
Ett exempel på kanonisk fiktion är de fyra romaner och femtiosex noveller som utgör Arthur Conan Doyles samlade Sherlock Holmes-produktion. Ett verk som utspelar sig i samma uppdiktade verklighet som andra berättelser, men som inte beaktas med samma status inom det fiktiva universumet benämns apokryf. Exempel på apokryfisk fiktion är Ellery Queens Sherlock Holmes-historia En studie i skräck. Även om Sherlock Holmes förekommer i Queens berättelse, anses den inte berätta något som verkligen hände den figur som Conan Doyle hittade på. En vanligt förekommande form av apokryfisk fiktion är fanfiction.
Kanon används ofta för att förklara vilken historia som är den riktiga, såvida samma påhittade figur förekommer i flera, varandra motsägelsefulla berättelser. Man kan då bestämma sig för att en viss version är den som ska räknas som "riktig".
Termerna kanon och apokryf är hämtade från teologin, där de avser statusen på religiösa urkunder. Precis som inom olika religioner, kan det beträffande fiktiva historier förekomma debatter kring vilka berättelser som skall anses vara kanoniska.